# 橋本マナミのLeader's Golf
『橋本マナミのLeader's Golf』（はしもとマナミのリーダーズゴルフ）は、2018年4月からテレビ埼玉、ゴルフネットワーク、スカイAなどで放送されているゴルフトーク番組である。製作はテレビ埼玉。

## 概要
日本のプロゴルファーと、企業経営者、プロゴルファーを除く各スポーツ界、芸能界などの様々な分野から3か月を一括りとしてゲストに招き、タレント・グラビアアイドルの橋本マナミとともにラウンドを楽しみながら、ゲストの素顔・人柄・またゴルフを通しての様々な人間形成について語り合う内容となっている。

## 放送日時
- テレ玉　月曜21:00-21:30　（再放送）同じ週の金曜日12:00-12:30[2]
- ゴルフネットワーク　水曜0:00-0:30（火曜深夜）　（再放送）同じ週の金曜日12:30-13:00
- スカイA　随時放送（放送日時不定）
- BSJapanext 火曜 8:00-8:30 #161(テレ玉、2022年1月3日OA分)からネット開始[3][4]
- tvk 日曜（土曜深夜）1:00-1:30）(テレ玉、2022年3月28日OA分[5])からネット開始[6][7]

## 出演者
- 橋本マナミ

- 小西綾子[8]

## ゲスト
```
2018年
```

- 4月～6月 東尾修、石田純一、尾崎直道プロ
- 7月～9月 三浦大輔、清水宏保、渡辺司プロ
- 10月～12月 葛西紀明、花田虎上、加瀬秀樹プロ

```
2019年
```

- 1月～3月 北村晴男、佐々木則夫、横尾要プロ
- 4月～6月 桑田真澄、立浪和義、宮里聖志プロ
- 7月～9月 杉山愛、ケインコスギ、石井忍プロ
- 10月～12月 九重龍二、本田武史、横田真一プロ

```
2020年
```

- 1月～3月 谷繁元信、肥野竜也、横尾要プロ
- 4月～6月 今平周吾プロ、藤田光里プロ、鈴木啓太、池谷幸雄、葛岡碧
- 7月～9月 永井大、山本隆弘、矢野東プロ、竹村真琴プロ、葛岡碧
- 10月～12月 大塚達也(アース製薬取締役会長)、福西崇史、市原弘大プロ、大江香織プロ

```
2021年
```

- 1月～3月 川上憲伸、嶋大輔、横尾要プロ、山里愛[9]プロ
- 4月～6月 山本博、五十嵐亮太、今平周吾プロ、森美穂プロ
- 7月～9月 波戸康広、増嶋竜也、井上信プロ、山里愛プロ
- 10月～12月 石原良純、真矢(LUNA SEA)、石井忍プロ・竹村真琴プロ

```
2022年
```

- 1月～3月 新井貴浩、斉藤和巳、木下稜介プロ
- 4月～6月 阿部祐二、金子昇、堀川未来夢プロ、森美穂プロ
- 7月～9月 横尾要プロ、葛岡碧、越雲みなみ選手
- 10月～12月 深堀圭一郎プロ、福田正博、大久保嘉人、松原果音[10]選手

```
2023年
```

- 1月～3月 鳥谷敬、池谷直樹、進藤大典、松原果音選手
- 4月～6月 脇阪寿一、大西将太郎、藤本佳則プロ、井上 希プロ[11]
- 7月～ 宅麻伸、荻原次晴、兼本貴司プロ、植手桃子プロ